# Münchhausen (am Christenberg)
Münchhausen est une municipalité allemande située dans l'arrondissement de Marbourg-Biedenkopf et dans le land de la Hesse. Elle se trouve dans la partie nord nord de l'arrondissement en bordure du district de Cassel.